# ماريا لويزا الكالا
ماريا لويزا الكالا (بالإسبانية: María Luisa Alcalá)‏ (26 آذار/مارس 1943 – 21 شباط/فبراير 2016) والمعروفة أيضا باسم لويزا الكالا، هي ممثلة ومديرة إنتاج مكسيكية.

## المسيرة المهنية
أصبحت ماريا معروفة بعد أدائها لدور ماليشا في فيلم إل شافو ديل أوتشو، وقد هذه الشخصية ظهرت في عام 1974 كنوع من استبدال الشخصية القديمة والمدعوة بـ لا شيليندرينا، حبث لعبت من قبل ماريا أنتونييتا دي لاس نيفيس في حين كانت ماريا بعيدة عن البرنامج لمدة عام، ثم تابعت مهنتها ككوميدية ناجحة حبث شاركت في مجموعة من البرامج مثل إل شابلن كولورادو وCachún cachún ra ra! و الدكتور كانديدو بيريز.
جعلت ماريا الأداء متميزا في العديد من المسلسلات مثل إزميرالدا، La usurpadora و El privilegio de Amor، كما عملت مجموعة من المحطات التلفزية ومحطات الراديو في المكسيك، حيث عملت في الإذاعة كمقدمة ومذيعة لبرنامج «مزيج من قصص الجدة» والذي أذيع على DementeRadio.com هذا بالإضافة إلى برنامج «قل لي قصة» من إنتاج خوان كارلوس أغيلار، كما كانت ماريا لويزا الكالا مديرة إنتاج في العديد من الأعمال، حيث أجرت مقابلات مع شخصيات شهيرة مثل يوجينيا ليون، خوليو فيغا (الملقبة بسيدة الإحساس)، بياتريس مورينو، غابرييلا فرنانديز، ايفانجيلينا مارتينيز، ارنستو غوميز كروز، بولو أورتن وغيرهم.
شاركت ماريا في عمل مهم مع ايفانجيلينا مارتينيز تحت اسم «قل لي قصة الأرز الأحمر» كما قامت جولة في جميع أنحاء المكسيك، وقد شاركت في Investigador privado... muy privado, Violación و La Alacrana، كما أن شهرتها زادت بعد أدوارها في إزميرالدا، La usurpadora ودور ماليشا في إل شافو، كما أنها لعبت دور الخادمة كلوديا في المسرحية الهزلية الدكتور كانديدو بيريز.

## الوفاة
توفيت ماريا بتاريخ 21 شباط / فبراير 2016 في سن الثانية والسبعين.

## قائمة أفلامه
- La rosa de Guadalupe في دور نيكانورا
- Bajo el mismo tiko في دور Quesadillera
- La madrastra في دور فاني
- Ema enina de la mochila azul في دور فرجينيا سالازار
- El privilegio de Amor في دور ريميديوس لوبيز
- La usurpadora في دور فيلومينا
- إزميرالدا في دور دونا سوكورو
- الدكتور كانديدو بيريز في دور كلوديا
- إل شافو ديل أوتشو في دور ماليشا

## وصلات خارجية
- ماريا لويزا الكالا على موقع IMDb (الإنجليزية)
- ماريا لويزا الكالا على موقع قاعدة بيانات الفيلم (الإنجليزية)